# Glypta cyclostoma
Glypta cyclostoma là một loài tò vò trong họ Ichneumonidae.